# Heratemis cubiceps
Heratemis cubiceps är en stekelart som först beskrevs av Papp 1969.  Heratemis cubiceps ingår i släktet Heratemis och familjen bracksteklar. Inga underarter finns listade i Catalogue of Life.